# San Giovanni Evangelista (Ravenna)

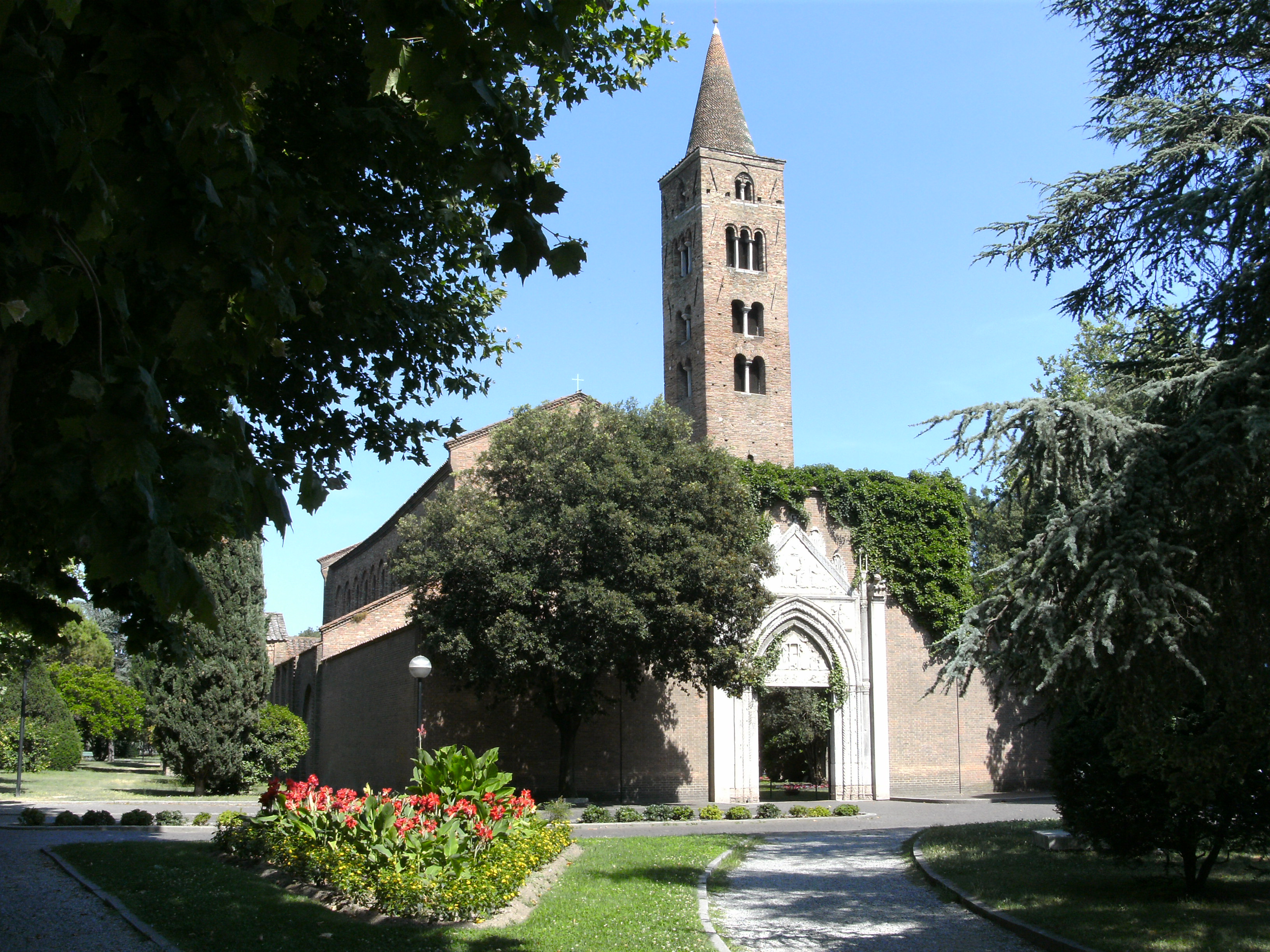
Basilika des hl. Johannes d. E. in Ravenna mit rechteckigem Westturm(Juli 2009).

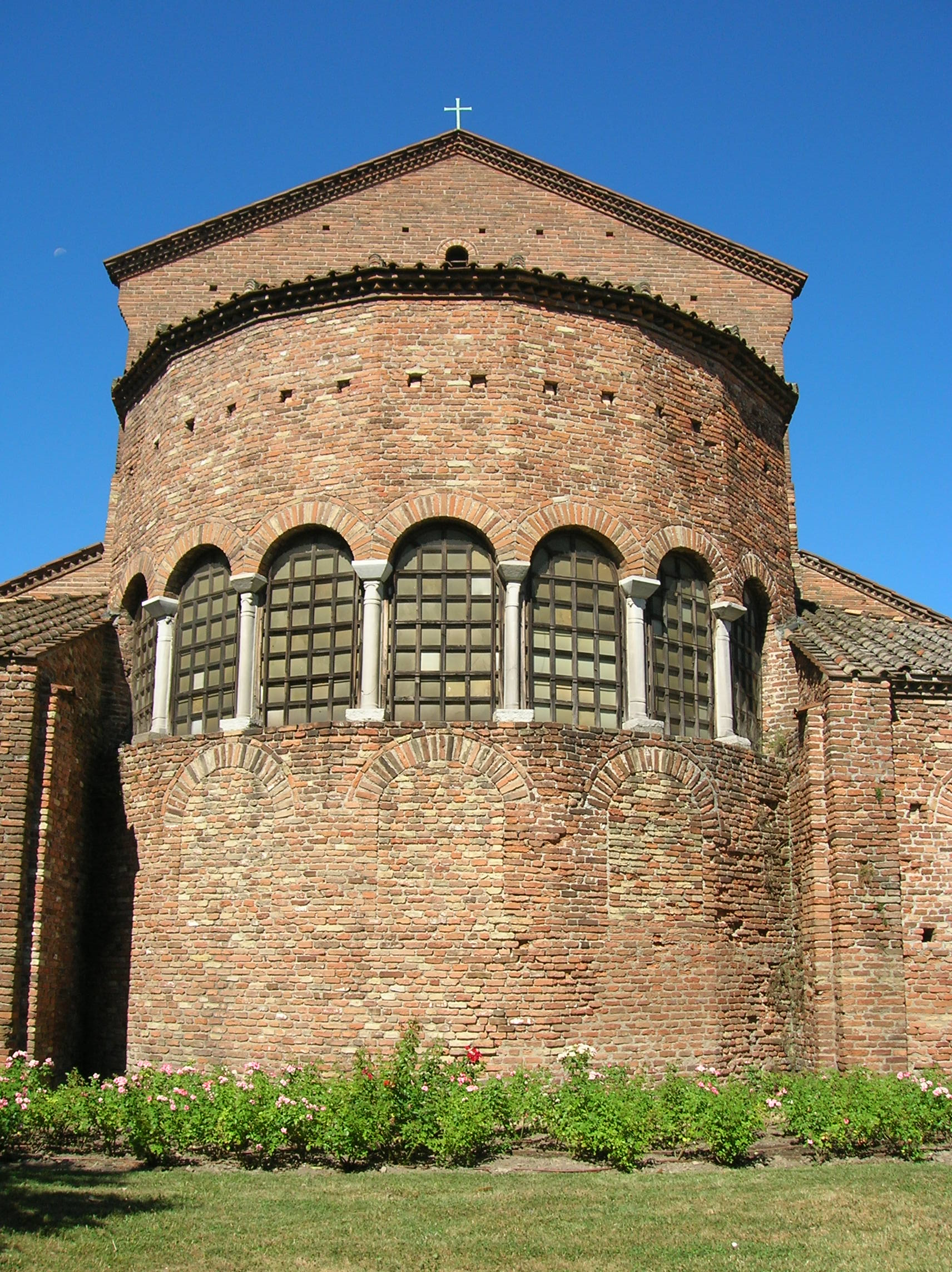
Ostseite mit Apsis

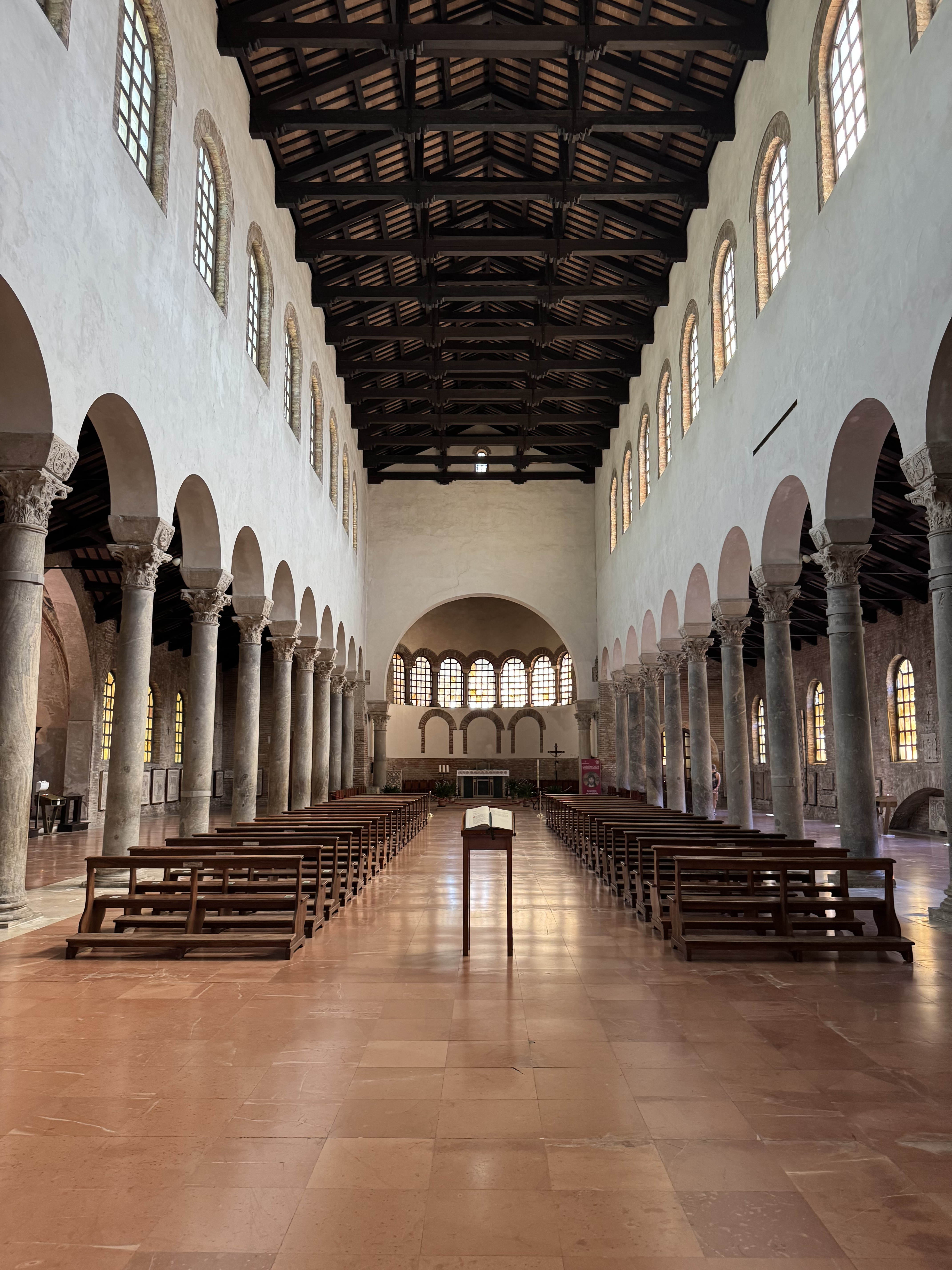
Innenraum mit Blick auf die Apsis und den Altar.

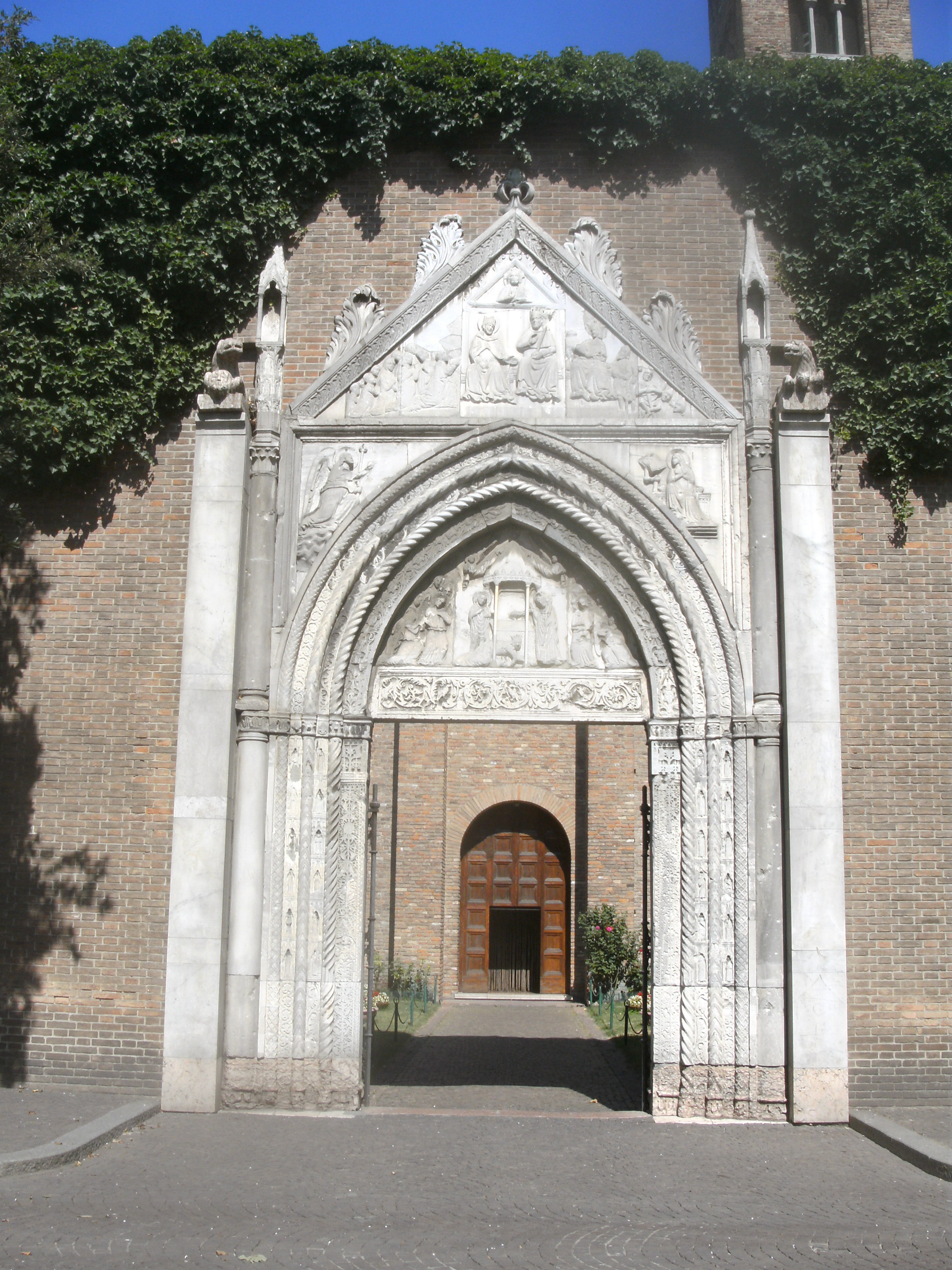
Portal des Vorhofs.

Die Kirche San Giovanni Evangelista in der italienischen Stadt Ravenna an der Adria ist eine Basilika aus dem 5. Jahrhundert mit einem viereckigen, 42 Meter hohen Westturm aus dem 10. Jahrhundert. Die Kirche befindet sich in der Nähe des Bahnhofs.

## Geschichte
Es handelt sich um eine von der Regentin Galla Placidia in Auftrag gegebene Votivbasilika, mit deren Bau im Jahr 425 begonnen worden war. Nach dem Tod ihres Bruders, des weströmischen Kaisers Honorius († 423), der sie 423 nach Konstantinopel verbannt hatte, kehrte Galla Placidia mit ihren Kindern von Konstantinopel nach Ravenna zurück, um dort für ihren minderjährigen Sohn Valentinian III. die Regierungsgeschäfte zu übernehmen. Als sie während der Schiffsreise in einen schweren Sturm geriet, legte sie das Gelübde ab, eine Kirche erbauen zu lassen und diese Johannes dem Evangelisten zu widmen.
Die Kirche lag auf dem Areal der kaiserlichen Residenz, das sich südlich von ihr erstreckte und das damals nach Norden hin erweitert wurde. In späteren Jahren wurde die Kirche mehrfach umgebaut und dadurch entstellt. 1747 wurde sie modernisiert. Im Rahmen umfangreicher Wiederherstellungsmaßnahmen anlässlich der Dante-Jahrhundertfeier im Jahr 1921 wurden der Basilika ihre alten Formen zurückgegeben, und der Bau wurde maßvoll ergänzt. Während des Zweiten Weltkriegs wurde die Basilika wegen ihrer Nähe zum Bahnhof durch US-amerikanische Fliegerbomben im Jahr 1944 stark beschädigt. Der Glockenturm überdauerte die Bombenangriffe weitgehend unbeschädigt. Nach dem Krieg wurde sie – so weit wie möglich – vorbildlich restauriert. Ein viereckiger Säulen-Wandelgang an der Südseite wurde durch eine Ummauerung ersetzt. 1959 wurde die Mauer vollständig erneuert.
Der Glockenturm hat sich im Laufe der Jahrhunderte leicht nach Norden geneigt, eine Folge des sandig-lehmigen Untergrunds, auf dem die Stadt Ravenna erbaut ist. Die dreischiffige Basilika ist innen 49 Meter mal 22 Meter groß. Die beiden Seitenschiffe sind vom Hauptschiff durch zwei aus jeweils zwölf Säulen bestehende Säulenreihen abgegrenzt. Die Säulen liegen im Bereich des Chors bedeutend tiefer, wodurch das ursprüngliche Niveau des Fußbodens deutlich wird, der tiefer lag. Weil der ursprüngliche Fußboden sich auf einem tieferen Niveau befand, hat man sich den Originalbau der Basilika – wie auch bei den übrigen alten Bauwerken Ravennas – etwas höher und schlanker vorzustellen, als er heute erscheint. Die Säulen aus grauem Marmor (Bigio antico) haben römische Kapitelle, denen die Original-Natursteinquader lagern, die als die ältesten Ravennas gelten.
Die beiden im Glockenturm hängenden Kirchenglocken wurden 1208 von dem deutschen Glockengießer Robert dem Sachsen gegossen. Die prächtigen Mosaiken in der Apsis, die die in Seenot geratene Galla Placidia darstellten und Porträts einiger Kaiser zeigten, sind nicht mehr vorhanden. Jedoch wurde der alte Altar wieder aufgestellt.

## Ausstattung
An den Wänden der Seitenschiffe sind Fragmente eines Mosaikfußbodens angebracht, der auf einem etwa zwei Meter tieferen Niveau lag. Diejenigen an der Wand des linken Seitenschiffs sind aus dem Jahr 1213. Auf ihnen sind hauptsächlich Fabeltiere sowie Szenen aus dem Vierten Kreuzzug dargestellt. Die Gans mit Weihrauchfass und zwei Hähne mit dem (schein-)toten Fuchs sind Motive aus dem Kapitel Tod (Beerdigung) des Fuchses im Roman de Renart (Branche XVII). Es handelt sich um keine künstlerisch anspruchsvollen Leistungen, sondern eher um karikaturartige, skizzenhafte Darstellungen. Auf der linken Seite befindet sich eine Kapelle mit Deckenmalereien am Gewölbe, die aus dem 14. Jahrhundert stammen.
Am Portal des Vorhofs befinden sich in hellgrauen Naturstein gemeißelte gotische Reliefs aus dem Jahr 1317, die die Erteilung der Sandalenreliquien an Galla Placidia und die Verkündigung darstellen.

Bilder des Inneren
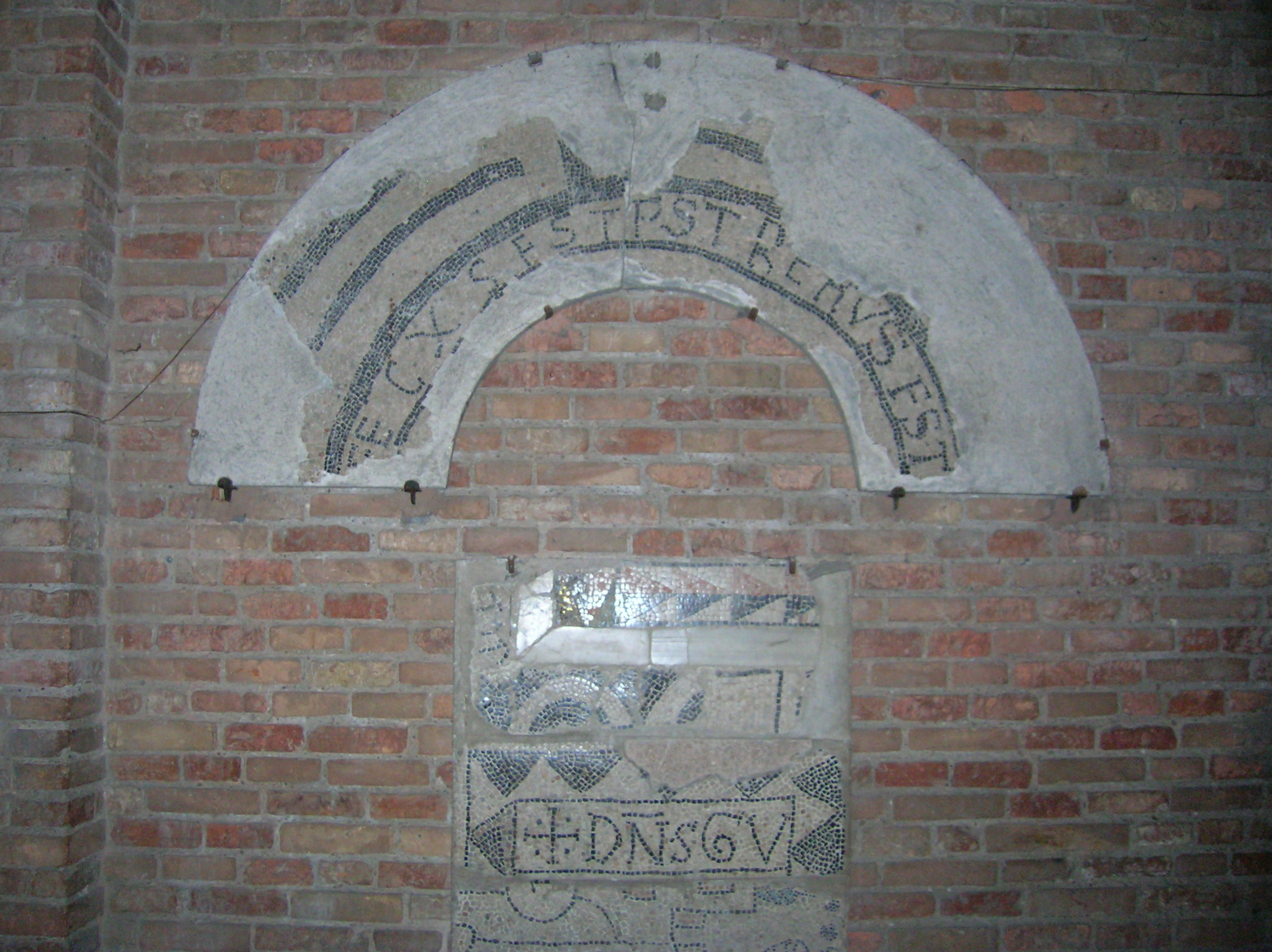
An der Wand rechts neben der Eingangstür angebrachtes Fragment eines Fußbodenmosaiks.
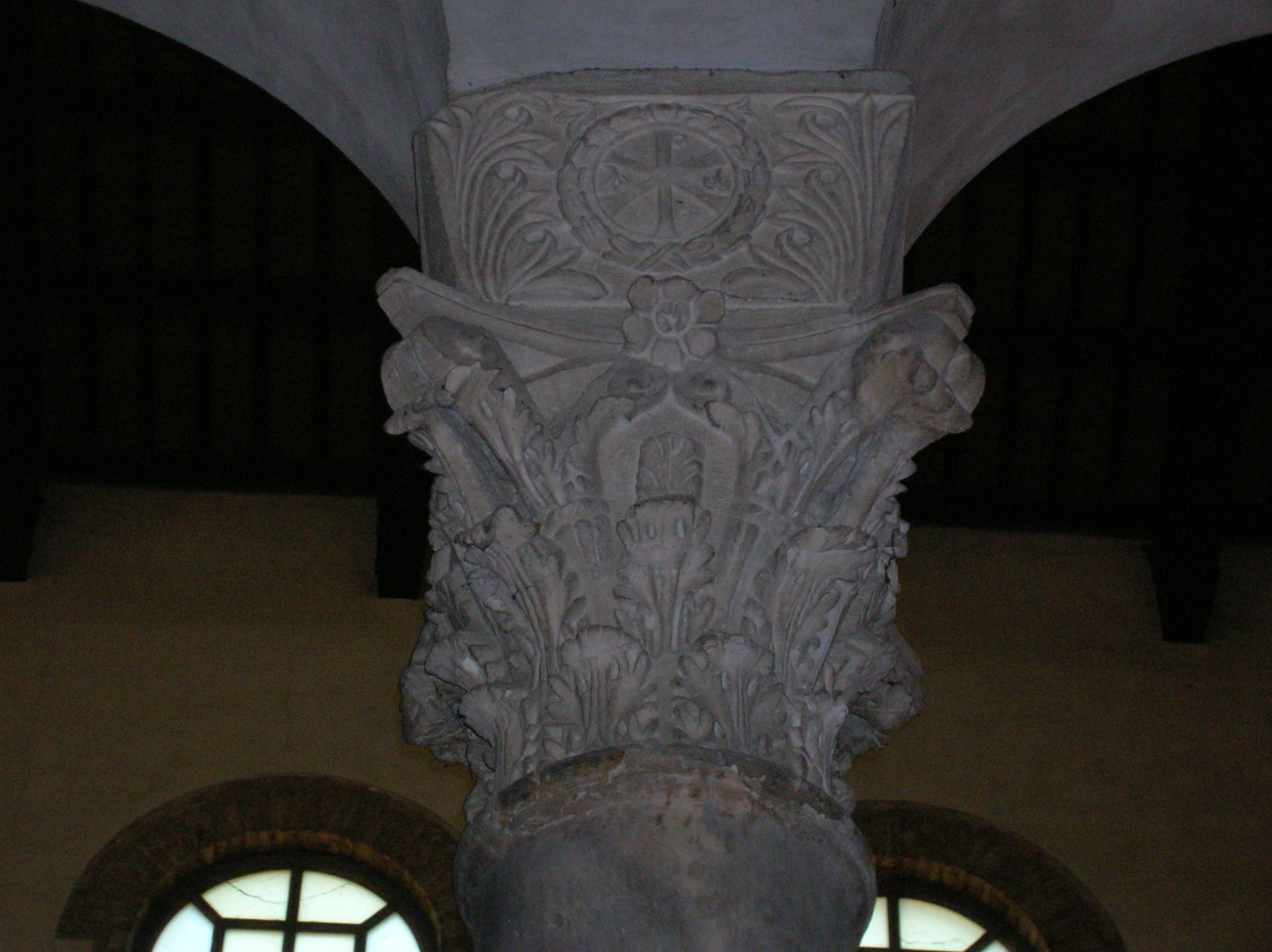
Säulenkapitell.
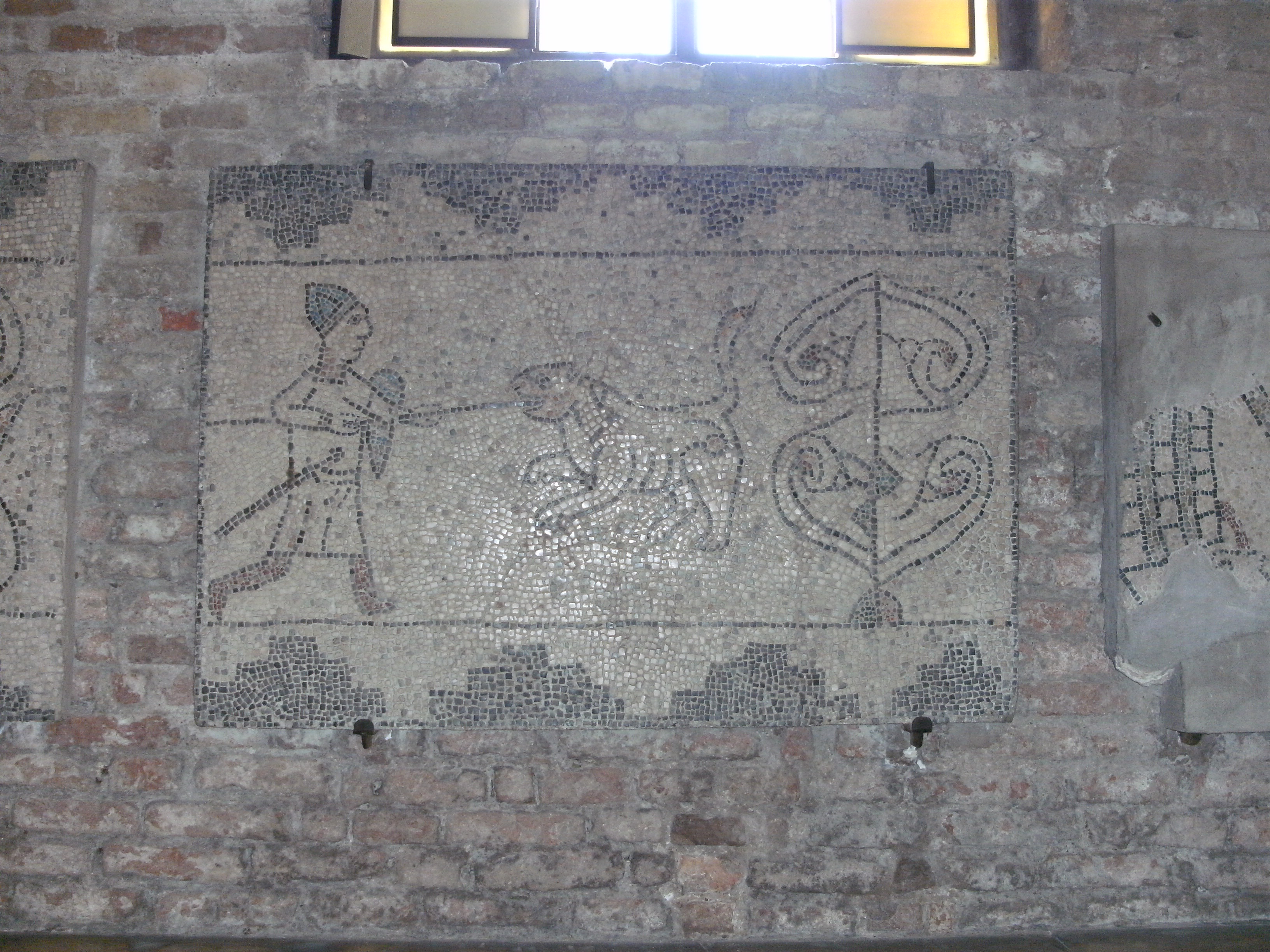
Fußbodenmosaik mit Darstellung eines Tierbändigers (rechtes Seitenschiff, in der Nähe des Altars).
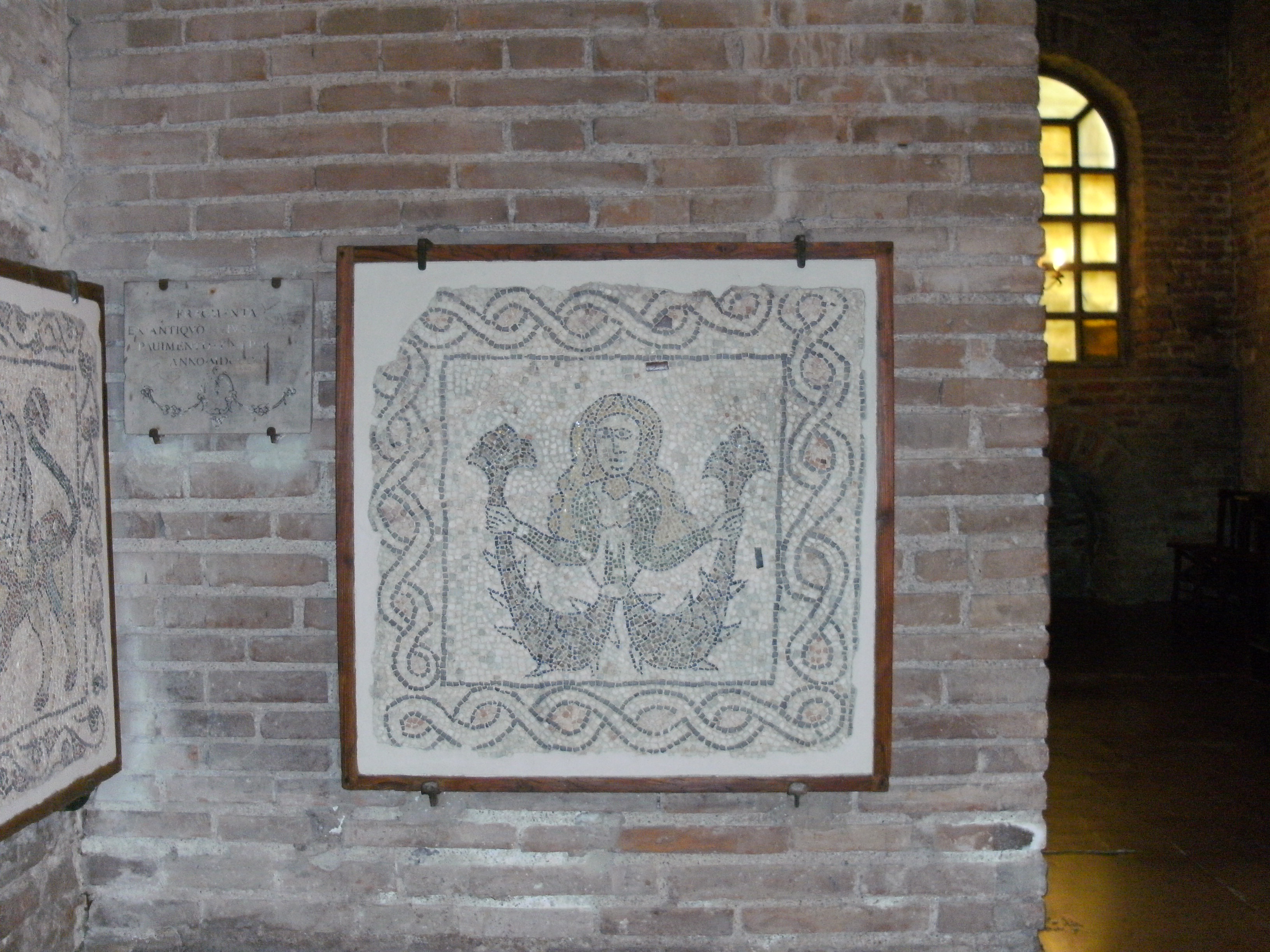
Fußbodenmosaik mit Darstellung einer Phantasiegestalt (an der Wand links neben der Apsis).
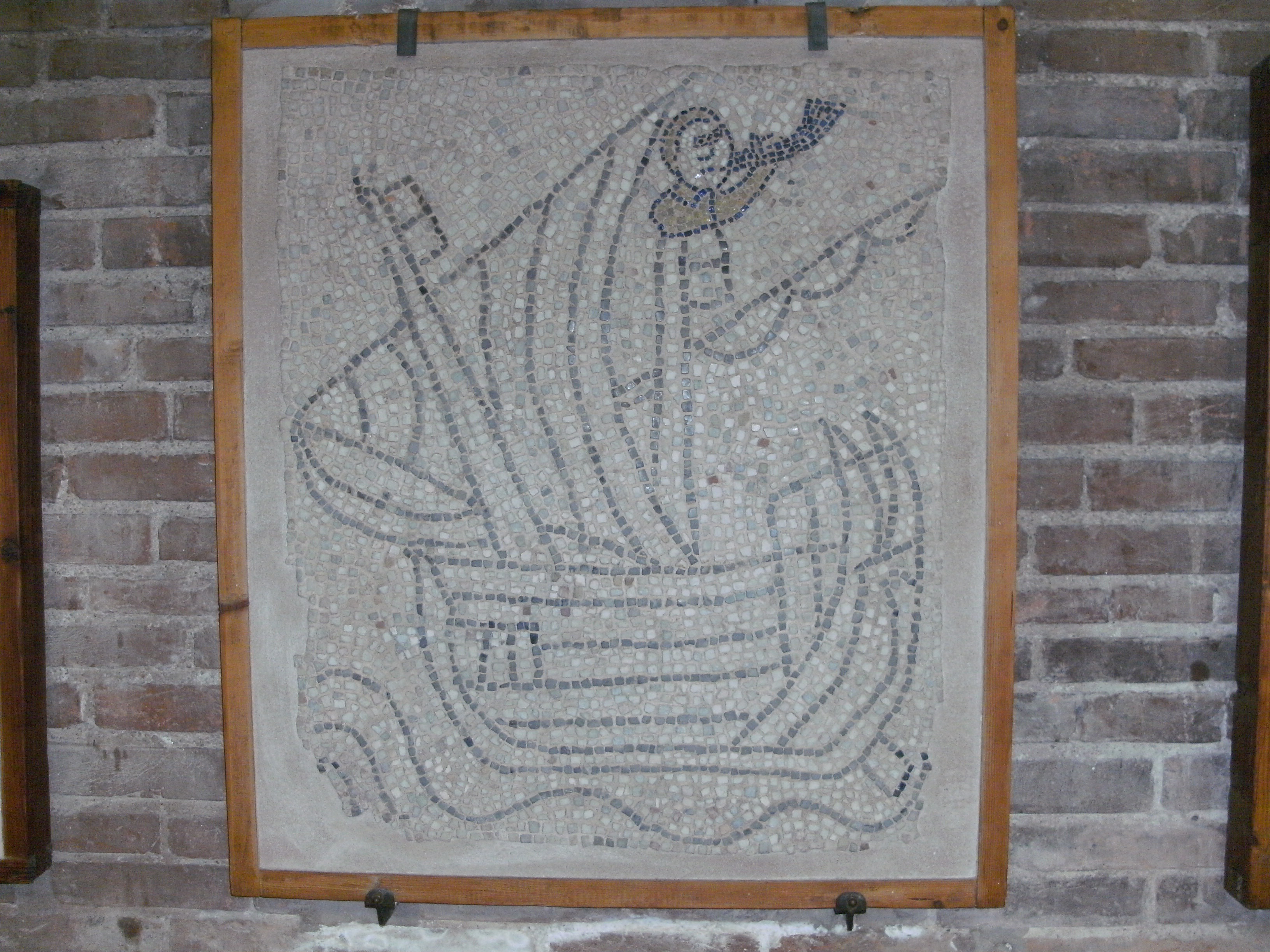
Fußbodenmosaik mit Darstellung eines Hornbläsers im Mast eines Segelschiffs (linkes Seitenschiff.)
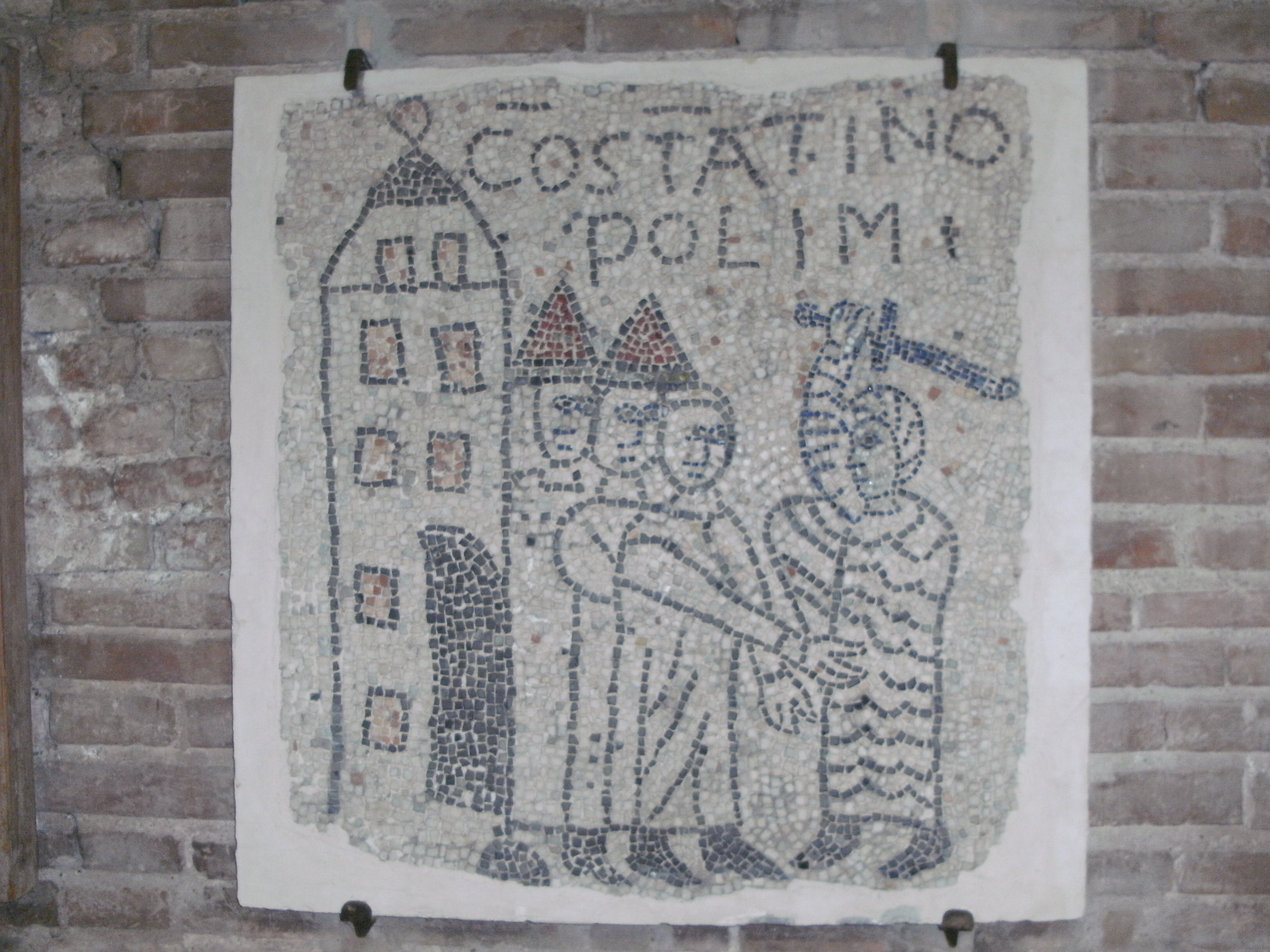
Fußbodenmosaik mit Darstellung einer Bestrafung, Szene aus dem Vierten Kreuzzug (linkes Seitenschiff).
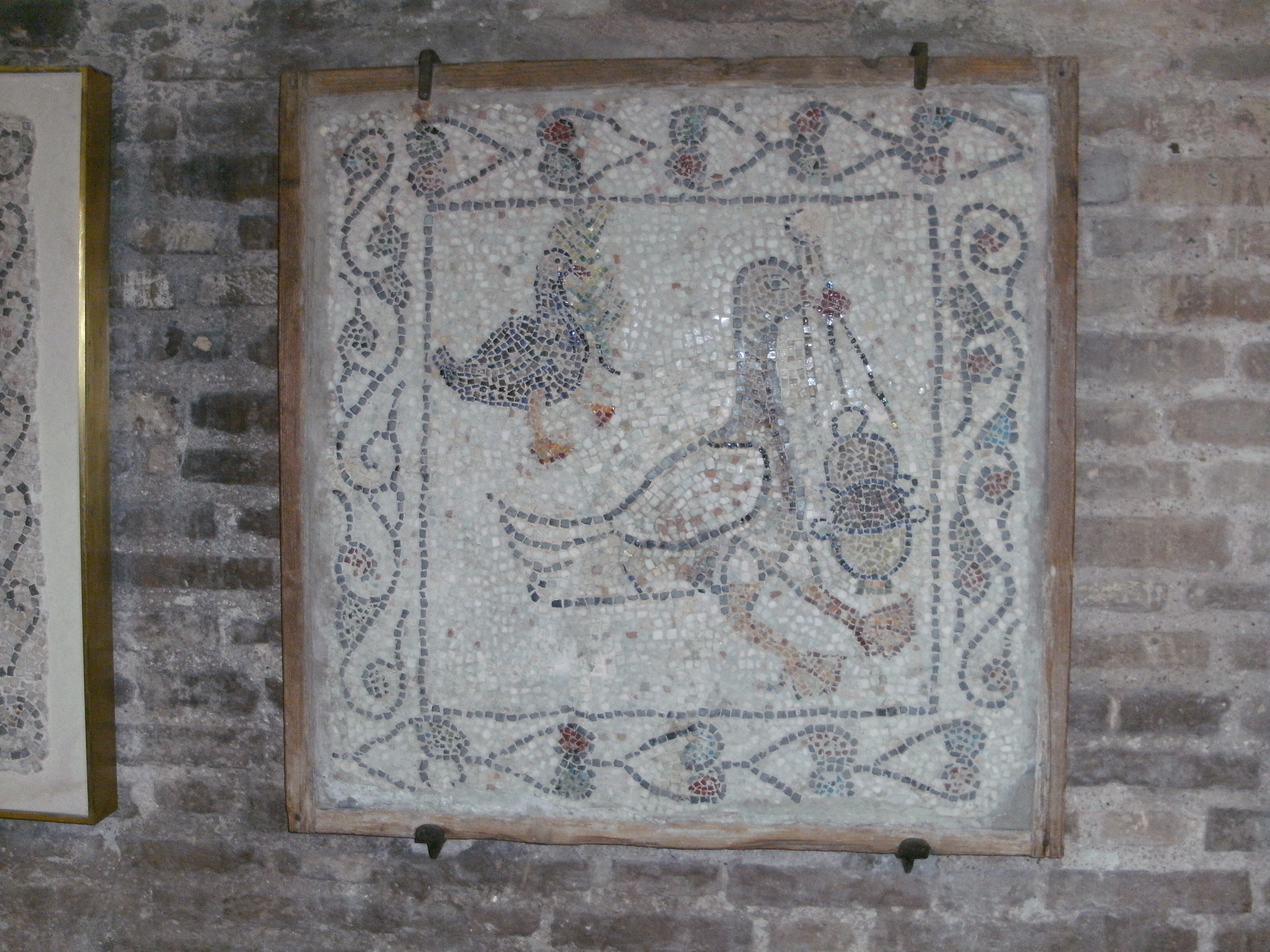
Fußbodenmosaik Gans mit Weihrauchfass.
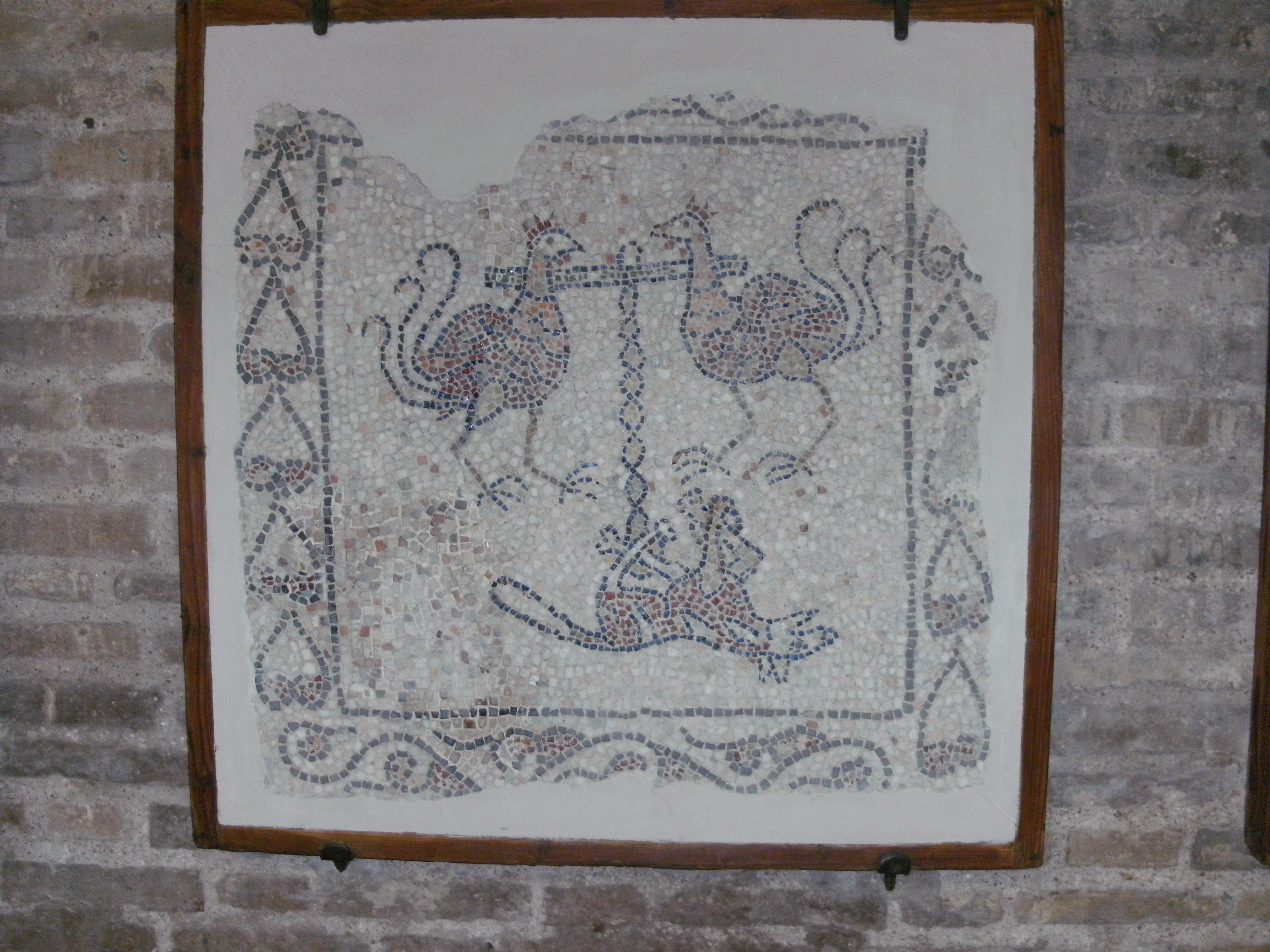
Fußbodenmosaik Beerdigung des Fuchses.

### Orgel
Die Orgel in der vorletzten Arkade zwischen Mittel- und linkem Seitenschiff wurde 1974 von Mascioni Orgelbau installiert. Das Instrument hat 8 Register auf zwei Manualen und Pedal. Die Trakturen sind mechanisch.
| I Grand'Organo C-c4 |               |    |
| 1.                  | Principale    | 8′ |
| 2.                  | Ottava        | 4′ |
| 3.                  | Ripieno IV    |    |
| 4.                  | Flauto camino | 8′ |

| II Positivo aperto C–c4 |               |    |
| 5.                      | Flauto aperto | 8′ |
| 6.                      | Flauto conico | 4′ |
| 7.                      | Quintadecima  | 2′ |

| Pedale C–g1 |          |     |
| 8.          | Subbasso | 16′ |

### Glocken
Den beiden Kirchenglocken der Basilika wird ein melancholischer Moll-Ton nachgesagt. Da der Glockengießer Robert der Sachse 1208 seine Tochter zur Mithilfe beim Glockengießen aus Deutschland mitgebracht hatte, wird der larmoyante Klang der beiden Kirchglocken seither mit folgender Legende verbunden: In Ravenna angekommen, habe sich die Tochter verliebt und dann aus Liebeskummer viele Tränen vergossen. Die Tränen seien auch in den Schmelztiegel gefallen, was den eigentümlichen Klang der Glocken bewirkt habe.